# Alejandro Primo
Alejandro Primo Hernández (Valencia, 10 de julio de 2004) es un futbolista español que juega como guardameta en el Levante UD de la Primera División de España.

## Trayectoria
Nacido en Valencia, inicia en el fútbol en la cantera del Levante UD. Forma parte de la plantilla del filial en la Segunda División RFEF 2021-22.
El 15 de mayo de 2022, tras las bajas de los porteros del primer equipo Aitor Fernández y Dani Cárdenas, fue llamado para jugar el partido de Primera División frente al Deportivo Alavés, pues entre los 2 porteros del filial, uno tendría que disputar el partido de la jornada con éste y el otro no renovaría su contrato con el club. Así, debuta profesionalmente con solo 17 años y ganando al Alavés por 3-1.

## Clubes
Actualizado al último partido disputado el 15 de mayo de 2022.
| Club                | País   | Año       | Partidos | Encajados |
| ------------------- | ------ | --------- | -------- | --------- |
| Atlético Levante UD | España | 2021-2025 | 0        | 0         |
| Levante UD          | España | 2022-act. | 1        | 1         |